# Közös ellenzéki listaállítás a 2022-es magyarországi országgyűlési választásra
2020. december 20-án megállapodás született hat magyar ellenzéki párt (DK, Jobbik, LMP, MSZP, Momentum, Párbeszéd) között, a 2022-es országgyűlési választáson történő együttműködésről. Ennek alapján a választáson közös országos listát és mind a 106 egyéni választókerületben közös jelöltet állítottak, valamint a jelöltek és a miniszterelnök-jelölt személyének kiválasztásáról előválasztást rendeztek.

## A közös listaállítás folyamata
A megállapodásban részt vevő pártok először egyenként állítottak saját listát. A DK és a Jobbik nem hozta nyilvánosságra a saját listáját. Ezután tárgyalásos úton döntötték el a pártok, hogy mi legyen a jelöltek sorrendje a közös listán. Ezen a listán a sorrend a pártok saját listáin állított sorrendhez képest még voltak kisebb változások. A közös listaállítást megnehezítette, hogy ezen ugyanannak a pártnak a jelöltjeit nem közvetlenül egymás után helyezték, ezért ahhoz, hogy ugyanabból a pártból eggyel több jelölt juthasson listás mandátumhoz, a közös listára jelentősen több plusz leadott szavazat, illetve kompenzációs szavazat volt szükséges.
A közös listát az előválasztáson megválasztott közös miniszterelnök-jelölt, Márki-Zay Péter vezette. Őt a többi négy ellenzéki előválasztási miniszterelnök-jelölt (Dobrev Klára, Karácsony Gergely, Jakab Péter, Fekete-Győr András) követte. Ők öten szerepeltek a az országos listás szavazólapon a 2022-es országgyűlési választáson mint listás jelöltek. Őket az MSZP társelnöke, Tóth Bertalan és az LMP-s Ungár Péter követte. Minderről már 2022 januárjának első felében sikerült megállapodniuk a pártoknak.
Január közepén a pártelnökök megállapodtak abban, hogy a közös listaállítás során három szempontot vesznek figyelembe:
- az előválasztás eredménye
- a 2018-as és 2019-es választási eredmények
- az elmúlt időszak kutatásai

A megállapodás alapján az egyes pártok listás helyeinek száma az első 45 helyen:
- DK 14
- Jobbik 12
- Momentum 8
- MSZP 6
- LMP 3
- Párbeszéd 2

## Módosítási javaslatok
Márki-Zay Péter az ellenzéki miniszterelnök-jelöltek első televíziós vitáján vetette fel, hogy a közös listán három roma jelölt is szerepeljen biztos bejutó helyen. Ezzel akkor több miniszterelnök-jelölt is egyetértett. Márki-Zay Péter ezt a javaslatát a miniszterelnök-jelöltek harmadik televíziós vitáján is megismételte. Ezt a javaslatot az ellenzéki pártok elfogadták. A Párbeszéd Berki Sándort, a Momentum Lőcsei Lajost, a Jobbik pedig Varga Ferencet jelölte.
Márki-Zay Péter az ellenzéki előválasztás második fordulója után jelentette be igényét egy hetedik frakcióra az ellenzéki koalícióban, mely olyan jórészt jobboldali konzervatív jelöltekből állt volna, akik nagyobb eséllyel tudtak volna bizonytalan és a kormánypártok felé orientálódó szavazókat megszólítani. Ez a közös lista összetételét is érintette volna. A javaslatot végül elvetették.

## A pártok listái
| Párt     | Momentum | Jobbik                                 | MSZP | LMP | DK                                     | Párbeszéd |
| -------- | --- | -------------------------------------- | --- | --- | -------------------------------------- | --- |
| Jelöltek | 1. Fekete-Győr András 2. Tompos Márton 3. Gelencsér Ferenc József 4. Sebők Éva 5. Bedő Dávid 6. Paróczai Anikó 7. Csillag Tamás 8. Berg Dániel 9. Hornyák Evelin 10. Naszádos Zsófia Katalin 11. Szemző Áron Gábor 12. Hollai Gábor Pál 13. Urfi Máté 14. Dukán András Ferenc 15. Nemes Balázs | nem hozott nyilvánosságra saját listát | 1. Tóth Bertalan 2. Molnár Zsolt 3. Harangozó Tamás 4. Komjáthi Imre 5. Gurmai Zita 6. Szelényi Zoltán 7. Korózs Lajos 8. Pollreisz Balázs 9. Márton Roland 10. Bangóné Borbély Ildikó 11. Hegyi Gyula 12. Nemény András 13. Bihal Dávid 14. Tüttő Kata 15. Kis Andrea 16. Csaba István Jácint 17. Horváth Soma Ádám 18. Teleki László 19. Heringes Anita 20. Mirkóczki Zita 21. Kovácsné Varga Ildikó 22. Nemes Andrea Henriett 23. Kunhalmi Ágnes 24. Hiller István 25. Grőber Attila | 1. Ungár Péter 2. Kanász-Nagy Máté 3. Keresztes László Lóránt 4. Bakos Bernadett 5. Ferenczi István 6. Tetlák Örs 7. Szendefy Mária 8. Tóth Áron 9. Kendernay János 10. Bruder Márton | nem hozott nyilvánosságra saját listát | 1. Karácsony Gergely 2. Szabó Rebeka 3. Kocsis-Cake Olivio 4. Berki Sándor 5. Jakál Adrienn 6. Béres András 7. Szabó Zsolt 8. Szabó Tímea 9. V. Naszályi Márta 10. Barabás Richárd 11. Temesvári Szilvia 12. Erőss Gábor 13. Varga Attila 14. Major Petra 15. Dorosz Dávid |

Bangóné Borbély Ildikót az MSZP országos elnöksége 2022. január 23-án kizárta a pártból, mert iskolai végzettségével kapcsolatban megtévesztette a közvéleményt, így a közös listára már nem kerülhetett rá.

## A közös lista
A listát 2022. február 25-én ismertették.
A szavazólapon hatályos választási eljárásról törvénynek megfelelően csak a lista első öt jelöltje és a hat jelölőszervezet neve szerepelt.
A lista első 50 jelöltje:
| Sorszám | Jelölt                   | Párttagság | Választott frakció | Indult-e egyéni választókerületben is? |    |                 |           |           |                    |
| ------- | ------------------------ | ---------- | ------------------ | -------------------------------------- | -- | --------------- | --------- | --------- | ------------------ |
| Sorszám | Jelölt                   | Párttagság | Választott frakció | Indult-e egyéni választókerületben is? | 1. | Márki-Zay Péter | független | Párbeszéd | Csongrád-Csanád 4. |
| 2.      | Dobrev Klára             | DK         | DK                 | Nem                                    |    |                 |           |           |                    |
| 3.      | Karácsony Gergely        | Párbeszéd  | Párbeszéd          | Nem                                    |    |                 |           |           |                    |
| 4.      | Jakab Péter              | Jobbik     | Jobbik             | Nem                                    |    |                 |           |           |                    |
| 5.      | Fekete-Győr András       | Momentum   | Momentum           | Nem                                    |    |                 |           |           |                    |
| 6.      | Tóth Bertalan            | MSZP       | MSZP               | Nem                                    |    |                 |           |           |                    |
| 7.      | Ungár Péter              | LMP        | LMP                | Nem                                    |    |                 |           |           |                    |
| 8.      | Gyurcsány Ferenc         | DK         | DK                 | Nem                                    |    |                 |           |           |                    |
| 9.      | Z. Kárpát Dániel         | Jobbik     | Jobbik             | Nem                                    |    |                 |           |           |                    |
| 10.     | Vadai Ágnes              | DK         | DK                 | Nem                                    |    |                 |           |           |                    |
| 11.     | Molnár Zsolt             | MSZP       | MSZP               | Nem                                    |    |                 |           |           |                    |
| 12.     | Tompos Márton            | Momentum   | Momentum           | Nem                                    |    |                 |           |           |                    |
| 13.     | Brenner Koloman          | Jobbik     | Jobbik             | Győr-Moson-Sopron 4.                   |    |                 |           |           |                    |
| 14.     | Gy. Németh Erzsébet      | DK         | DK                 | Nem                                    |    |                 |           |           |                    |
| 15.     | Berki Sándor             | Párbeszéd  | Párbeszéd          | Nem                                    |    |                 |           |           |                    |
| 16.     | Lukács László György     | Jobbik     | Jobbik             | Jász-Nagykun-Szolnok 3.                |    |                 |           |           |                    |
| 17.     | Sebián-Petrovszki László | DK         | DK                 | Nem                                    |    |                 |           |           |                    |
| 18.     | Varga Zoltán             | DK         | DK                 | Hajdú-Bihar 1.                         |    |                 |           |           |                    |
| 19.     | Sas Zoltán               | Jobbik     | Jobbik             | Nem                                    |    |                 |           |           |                    |
| 20.     | Lőcsei Lajos             | független  | Momentum           | Nem                                    |    |                 |           |           |                    |
| 21.     | Kanász-Nagy Máté         | LMP        | LMP                | Nem                                    |    |                 |           |           |                    |
| 22.     | Harangozó Tamás          | MSZP       | MSZP               | Tolna 1.                               |    |                 |           |           |                    |
| 23.     | Gréczy Zsolt             | DK         | DK                 | Nem                                    |    |                 |           |           |                    |
| 24.     | Kálmán Olga              | DK         | DK                 | Nem                                    |    |                 |           |           |                    |
| 25.     | Varga Ferenc             | Jobbik     | Jobbik             | Nem                                    |    |                 |           |           |                    |
| 26.     | Gelencsér Ferenc         | Momentum   | Momentum           | Nem                                    |    |                 |           |           |                    |
| 27.     | Bencze János             | Jobbik     | Jobbik             | Tolna 3.                               |    |                 |           |           |                    |
| 28.     | Dávid Ferenc             | DK         | DK                 | Nem                                    |    |                 |           |           |                    |
| 29.     | Komjáthi Imre            | MSZP       | MSZP               | Nem                                    |    |                 |           |           |                    |
| 30.     | Kordás László            | DK         | DK                 | Nem                                    |    |                 |           |           |                    |
| 31.     | Balassa Péter            | Jobbik     | Jobbik             | Nem                                    |    |                 |           |           |                    |
| 32.     | Keresztes László Lóránt  | LMP        | LMP                | Nem                                    |    |                 |           |           |                    |
| 33.     | Sebők Éva                | Momentum   | Momentum           | Nem                                    |    |                 |           |           |                    |
| 34.     | Komáromi Zoltán          | DK         | DK                 | Nem                                    |    |                 |           |           |                    |
| 35.     | Szabó Hajnalka           | Jobbik     | Jobbik             | Nem                                    |    |                 |           |           |                    |
| 36.     | Hegedűs Andrea           | DK         | DK                 | Nem                                    |    |                 |           |           |                    |
| 37.     | Gurmai Zita              | MSZP       | MSZP               | Nem                                    |    |                 |           |           |                    |
| 38.     | Bedő Dávid               | Momentum   | Momentum           | Nem                                    |    |                 |           |           |                    |
| 39.     | Végh Noémi               | Jobbik     | Jobbik             | Nem                                    |    |                 |           |           |                    |
| 40.     | Manhalter Dániel         | független  | DK                 | Nem                                    |    |                 |           |           |                    |
| 41.     | Szelényi Zoltán          | független  | MSZP               | Nem                                    |    |                 |           |           |                    |
| 42.     | Paróczai Anikó           | Momentum   | Momentum           | Nem                                    |    |                 |           |           |                    |
| 43.     | Glázer Tímea             | DK         | DK                 | Nem                                    |    |                 |           |           |                    |
| 44.     | Németh Zsolt             | Jobbik     | Jobbik             | Nem                                    |    |                 |           |           |                    |
| 45.     | Szabó Gábor              | Jobbik     | Jobbik             | Nem                                    |    |                 |           |           |                    |
| 46.     | Nemes Gábor              | DK         | DK                 | Nem                                    |    |                 |           |           |                    |
| 47.     | Csillag Tamás            | Momentum   | Momentum           | Nem                                    |    |                 |           |           |                    |
| 48.     | Korózs Lajos             | MSZP       | MSZP               | Heves 3.                               |    |                 |           |           |                    |
| 49.     | Kocsis-Cake Olivio       | Párbeszéd  | Párbeszéd          | Nem                                    |    |                 |           |           |                    |
| 50.     | Bakos Bernadett          | LMP        | LMP                | Nem                                    |    |                 |           |           |                    |

A teljes lista, amely megtalálható a Nemzeti Választási Iroda honlapján, 279 jelöltet tartalmaz.